# Balyktschy

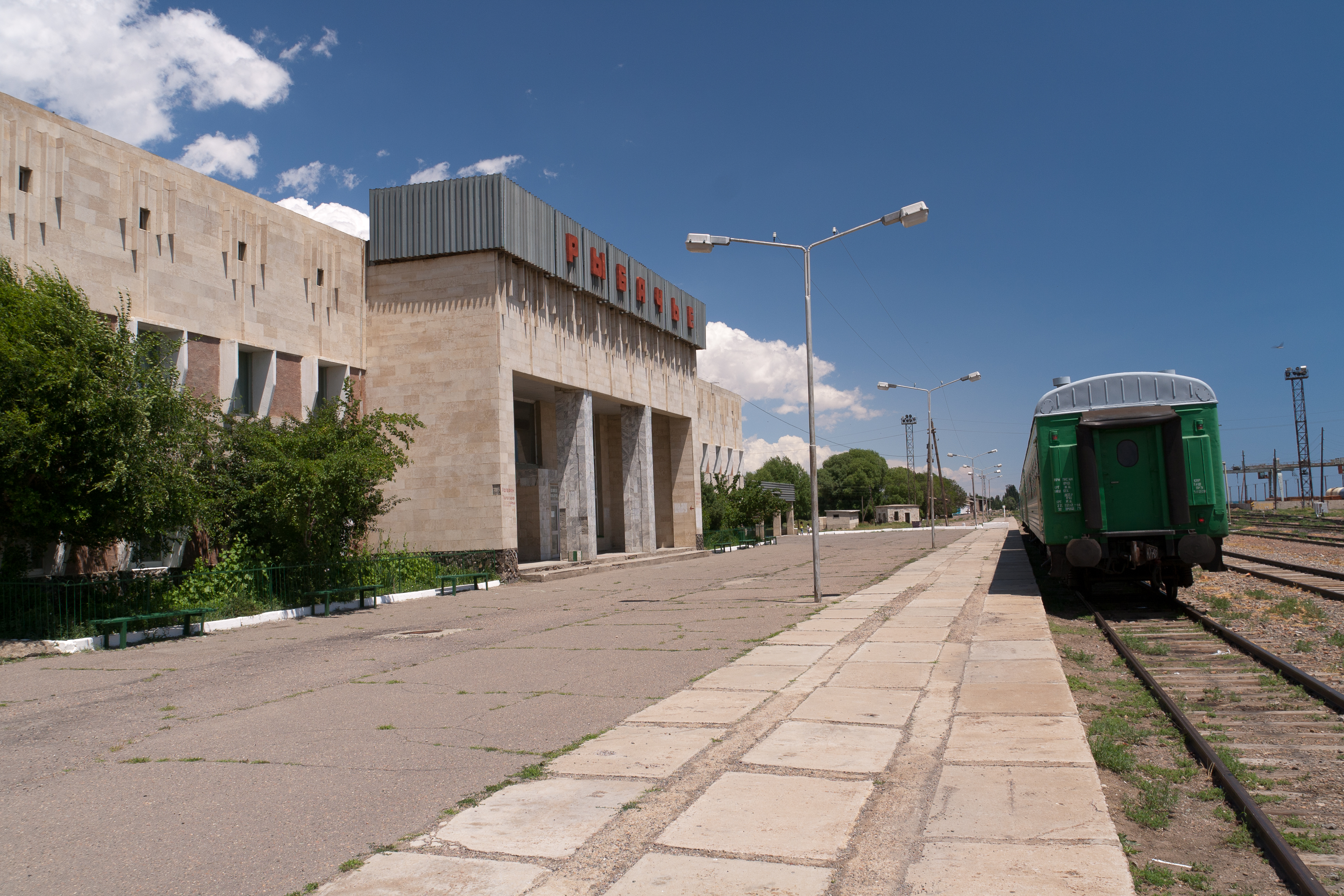
Bahnhof von Balyktschy

Balyktschy (kirgisisch Балыкчы, früher Rybatsche (russisch Рыбаче)) ist eine Stadt in Kirgisistan. Sie befindet sich im Oblus Yssyk-Köl. Stand 2022 hatte Balyktschy 52.225 Einwohner.

## Geographie
Balyktschy liegt im Nordosten Kirgisistans am Westufer des Yssyk-Köl-Sees.

## Bevölkerung
- 1974 - 33.000
- 1991 - 47.600
- 1999 - 41.342
- 2005 - 45.102
- 2009 - 42.875
- 2022 - 52.225[1]

## Geschichte
Die Anfänge der Stadt gehen auf das Jahr 1871 zurück, als eine kleine Postsiedlung an der Straße von Bischkek nach Karakol gegründet wurde. Aufgrund der strategisch günstigen Lage an der einzigen Fernstraße und der einzigen Bahnstrecke aus Bischkek entwickelte sich Balyktschy zu einem wichtigen Ort. 1939 wurde das Zentrum der Oblast Yssyk-Köl hierher verlegt. Mit der sich entwickelnden Fischerei wuchs der damals Batschino genannte Ort weiter an. Er bekam den Namen Rybatsche und 1954 wurde ihm das Stadtrecht verliehen. Im Jahr 1989 erfolgte eine Umbenennung in Yssyk-Köl. 1991 schließlich erhielt die Stadt ihren heutigen Namen, der eine kirgisische Übersetzung des russischen Namens „Rybatsche“ (Fischerort) ist.

## Wirtschaft
Balyktschy ist eine Hafenstadt für den zu sowjetischen Zeiten nicht unbedeutenden Schiffsverkehr und die Fischerei auf dem See, dementsprechend spielte der Schiff- und Bootsbau einst eine wichtige Rolle. Der Hafen war außerdem Ausgangspunkt von sowjetischen Torpedotests. Die sowjetische Regierung ließ Balyktschy in den 1950ern und 1980ern zu einem industriellen Zentrum ausbauen. Wichtigster Wirtschaftszweig war die Verarbeitung von Agrarprodukten. Nach der Auflösung der Sowjetunion 1991 wurde Balyktschy eine wichtige Transitstadt für den Tourismus in Tscholpon-Ata und Bosteri, da sie an der einzigen Fernstraße aus dem Tschüi-Tal liegt. Jedoch gingen viele Betriebe nach 1991 bankrott, heute ist die Industrie von untergeordneter Bedeutung.

## Verkehr
Balyktschy ist Ausgangs- und Endpunkt der Nationalstraße A 363, die von Balyktschy im Westen entlang des Nordufers des Yssyk-Köl-Sees nach Karakol im Osten und dann entlang des Südufers wieder bis nach Balyktschy führt. Des Weiteren liegt Balyktschy an der einzigen Autobahn aus Bischkek.
Balyktschy ist Endpunkt der einspurigen Bahnstrecke Bischkek–Balyktschy. Die Bahnstrecke Balyktschy–Kara-Ketsche, ein Abzweig der Bahnstrecke von Bischkek, befindet sich im Bau. Sie soll Kohlelagerstätten bei Kara-Ketsche und die geplante Bahnstrecke Kaschgar–Andijon an das Netz der Kyrgys Temir Dscholu anbinden.
Der kleine, im Jahre 2003 angelegte Flughafen Tamtschi-Yssykköl (IATA-Flughafencode: IKU (ИКУ), ICAO-Code: UCFL) befindet sich etwa 40 km östlich der Stadt bei dem Dorf Tamtschy bzw. auf halbem Weg nach Tscholpon-Ata. Er hat kein Instrumentenlandesystem und ist nur bei Tag in Betrieb.

## Kultur
Balyktschy beherbergt ein Museum zu Ehren des Geographen Pjotr Petrowitsch Semjonow-Tjan-Schanski.

## Söhne und Töchter der Stadt
- Akylbek Dschaparow (* 1964), kirgisischer Politiker